# 렘브란트
렘브란트 하르먼손 판레인(네덜란드어: Rembrandt Harmenszoon van Rijn, 1606년 7월 15일 ~ 1669년 10월 4일)은 바로크 시대의 네덜란드 화가이다. 빛의 화가라고도 불리는 그는 일반적으로 유럽 미술사에서 가장 위대한 화가이자 판화가 중 한 사람으로 여겨지며 특히 네덜란드의 역사에서 가장 중요한 화가이기도 하다. 예술 분야에서 그는 역사가들이 소위 '네덜란드의 황금 시대'라고 부르는 시대를 불러오는데 기여하였다.
그는 해외에서 활동을 하지는 않았지만, 이탈리아 거장들과 네덜란드 예술가들의 작품에 상당한 영향을 받았다. 초상화 화가로서 젊은 나이에 성공을 거뒀으나, 말년은 개인적인 비극과 재정적인 어려움으로 특징지어졌다. 그러나 그의 그림은 그의 일생 동안 인기가 있었고, 화가로서의 그의 명성은 여전히 높았고, 20년 동안 그는 많은 중요한 네덜란드 화가들을 가르쳤다.
렘브란트의 동시대의 초상화, 자화상, 성경 장면의 삽화는 그의 가장 위대한 창조적 업적으로 여겨진다. 그의 작품에서 그는 고전적 도상학에 대한 지식을 보여주었고, 그것은 그가 자신의 경험의 필요조건에 맞도록 만들었다. 따라서 성경 장면의 묘사는 그의 특정 텍스트에 대한 지식, 고전적 구성의 동화, 그리고 암스테르담의 유대인 인구에 대한 그의 관찰에 의해 알려지게 되었다.

## 생애
1606년 7월 15일 암스테르담 서쪽으로 약 50km 떨어진 레이던에서 방아간 주인의 아홉째 아이로 태어났다. 어머니는 가톨릭 신자이고 렘브란트는 개신교 신자였다. 렘브란트는 화가가 되었을 때에 모친이 성서를 읽는 모습을 그림에 담아냄으로써 신심이 진지한 모친에 대한 존경을 보였다. 라틴어를 가르치던 학교를 나온 후, 그는 14세에 레이던 대학교에 입학하였다. 렘브란트가 학교공부에 흥미를 느끼지 못하고 그림 그리는 일에만 열중하자, 그의 부모는 야코프 판 스바넨뷔르흐(Jacob van Swanenburgh) 밑에서 3년간 미술 수업을 받게 하였다.
1625년 개인 화실을 연 직후, 암스테르담에서 활동하던 피터르 라스트만(Pieter Lastman)을 정기적으로 방문해 지도를 받으면서 미술에 관한 시야를 넓혔으며, 이를 계기로 1632년 거처를 암스테르담으로 옮기게 되었다. 이때 외과 의사 조합의 주문으로 〈튈프 박사의 해부학 강의〉를 제작하여 초상화가로서 명성을 떨쳤다.
1642년 〈야경〉을 제작하였으나 당시에는 극히 나쁜 평을 받아 초상화가로서의 명성을 잃었다. 게다가 같은 해에 아내마저 죽자, 실망과 곤궁에 빠지게 되었으나 이에 굴하지 않고 작품에 정열을 기울였다. 
〈의자에 앉아 있는 나이 든 여인〉(1654)은 “알려진 바 없는, 평범한 여성이 그림의 주인공이라는 점만으로도 충분히 획기적이다. 인간이라면 충분히 아름다울 수 있다는 새로운 기준을 제시했다.”
1656년 파산 선고로 유대인 지구에서 가난에 시달리는 생활을 하였음에도 불구하고 좋은 작품을 계속 발표하였다. 끼니마저 거르는 만년의 비참한 삶에서도 인간에 대한 깊은 이해와 애정을 바탕으로 한 독특한 그림을 제작하였다. 하지만 〈야경〉 제작 이후 무너진 그의 화가로서의 삶은 끝끝내 회복되지 못했고 1669년 암스테르담에서 쓸쓸히 죽었다.

## 주요 작품
- 《튈프 교수의 해부학 강의》 (1632년) - 마우리스하위츠, 헤이그
- 《돌다리가 있는 풍경》 (1637년) - 레이크스 미술관, 암스테르담
- 《야경》 (프란스 바닝 코크 대장의 민병대) (1642년) - 레이크스 미술관, 암스테르담
- 《황금 투구를 쓴 남자》 (1650) - 베를린 국립 회화관
- 《세 개의 십자가》 (1653년) - 국립도서관, 파리
- 《밧세바》 (1654년) - 루브르 박물관, 파리
- 《의자에 앉아 있는 나이 든 여인》(1654) - 푸시킨 미술관, 모스크바

## 작품의 특징
유화, 동판화, 드로잉 작품들이 남겨져 있고 자화상을 특히 많이 그렸다.
네덜란드 최고의 화가로 그의 굳은 신념은 두터운 신앙심에서 우러나왔기에 특히 종교화에 많은 걸작을 남겼다. 남긴 작품 수는 유화·수채화·동판화·데생 등을 포함하여 2천여 점이나 된다. 성서·신화·역사·풍경·풍속·위인 등 각 방면에서 광범위하게 소재를 구하였다.
그의 작품 속 대상에 대해 사실적 수법을 쓴 다른 네덜란드 파의 화가와 다름이 없으나, 빛의 효과에 있어서는 색채 및 명암의 대조를 강조함으로써 의도하는 회화적 효과를 거두었다. 이러한 결과로 그는 '근대적 명암의 시조'란 이름을 듣게 되었다. 또 그는 북부 유럽 동판화의 대가로서 약 300점의 걸작을 남겼으며, 이 동판화만으로도 그는 세계 미술 사상 최대의 화가로 인정된다.
스페인의 벨라스케스와 벨기에의 루벤스와 함께 17세기 최대의 화가로 손꼽히며, 레오나르도 다 빈치와 함께 유럽 회화 역사상 가장 훌륭한 화가로 알려져 있다. 작품으로 〈자화상〉, 〈마리아의 죽음〉, 〈성 가족〉 등 많은 걸작을 남겼다.
렘브란트의 그림의 특징은 시대의 관행을 뛰어넘어 개성을 발휘했다는 데 있다. 이를테면 야경의 경우 얼굴이 모두 나온 사람도 있고, 그렇지 않은 그림도 있는데, 이는 모두 얼굴이 나오게 하는 단체 인물화가들의 관행을 뛰어넘은 것이다. 성서를 주제로 한 성화들도 성화(이콘)에서 볼 수 있는 화려하고 거룩한 느낌 대신, 인물들의 심리를 담아내는 심리묘사가 특징이다. 이를테면 구약성서의 족장설화 중 하나인 아브라함이 첩 하갈과의 사이에서 낳은 큰 아들 이스마엘과 그의 어머니를 버리는 장면을 그림으로 묘사하면서, 아브라함의 고뇌와 정실부인인 사라의 뿌듯함을 아브라함은 고뇌하는 표정을 짓고, 사라는 숨어서 웃는 모습으로 대비시키고 있다.

## 작품

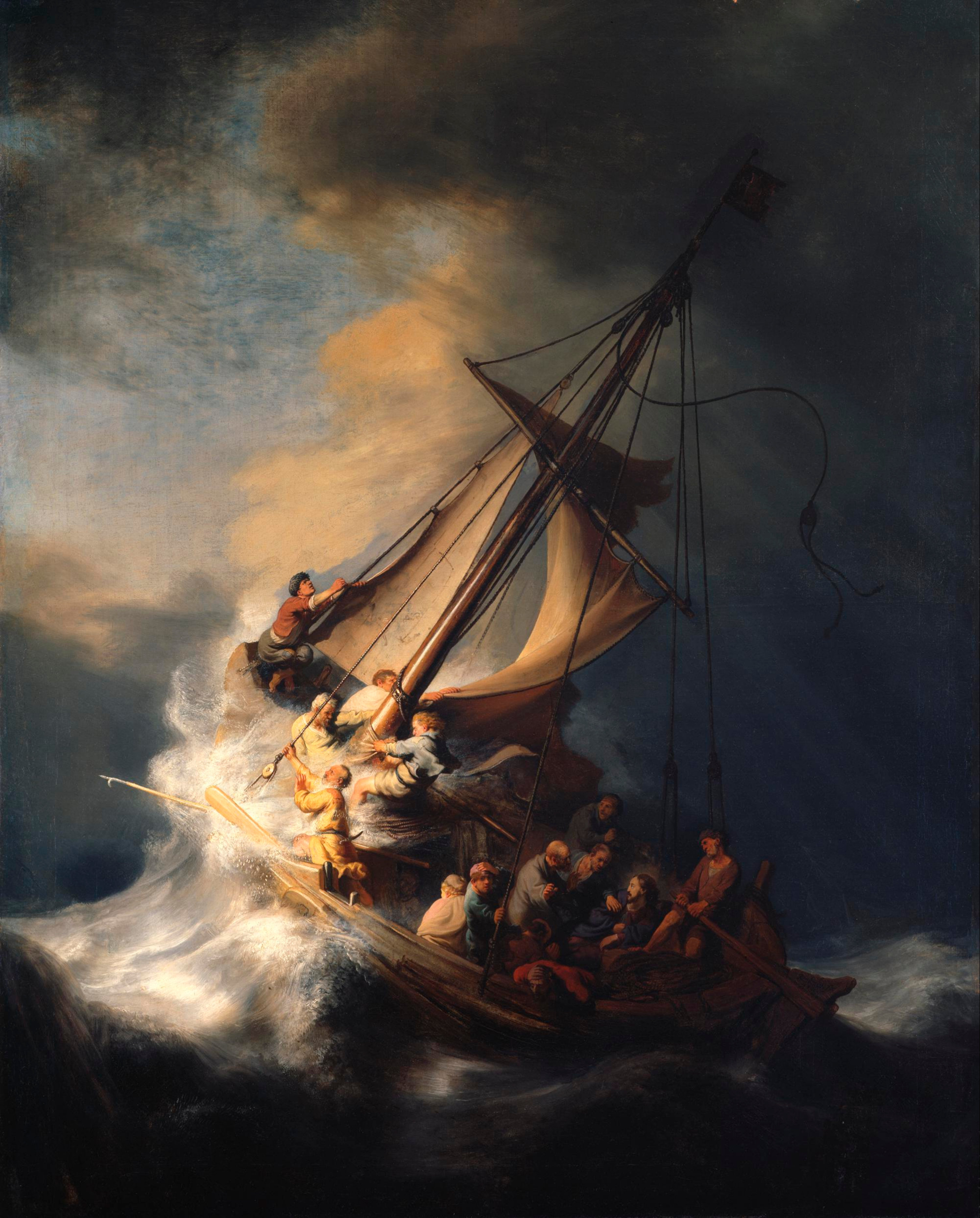
갈릴래아 호수의 폭풍과 그리스도, 유화, 이 그림은 현재 도난당함
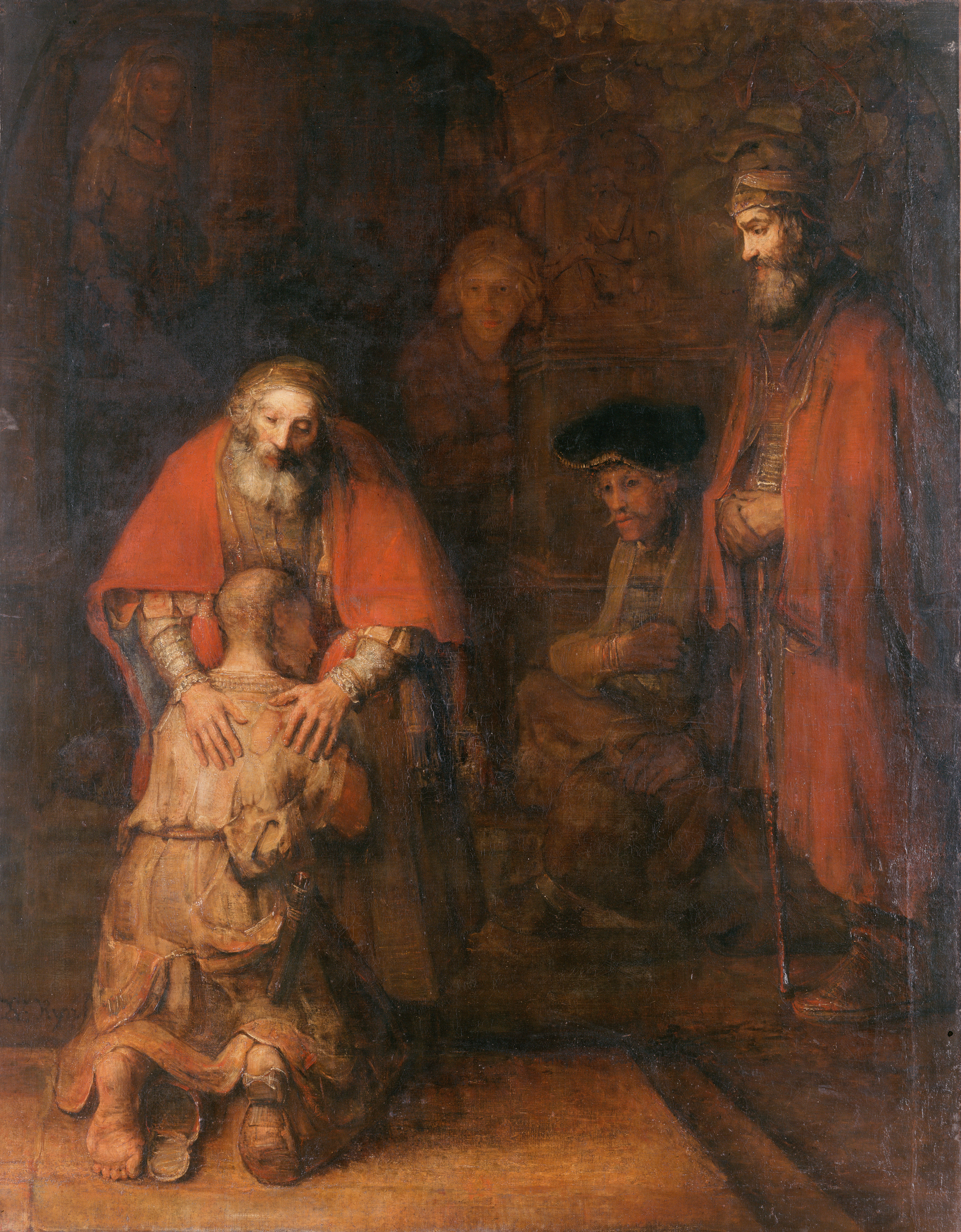
돌아온 탕자(〈The Return of the Prodigal Son〉), c. 1669
야경(〈The Night Watch〉) 원제: 프란스 바닝 코크 대장의 민병대(〈The Militia Company of Captain Frans Banning Cocq〉), 1642. 캔버스에 유화. 암스테르담 국립미술관
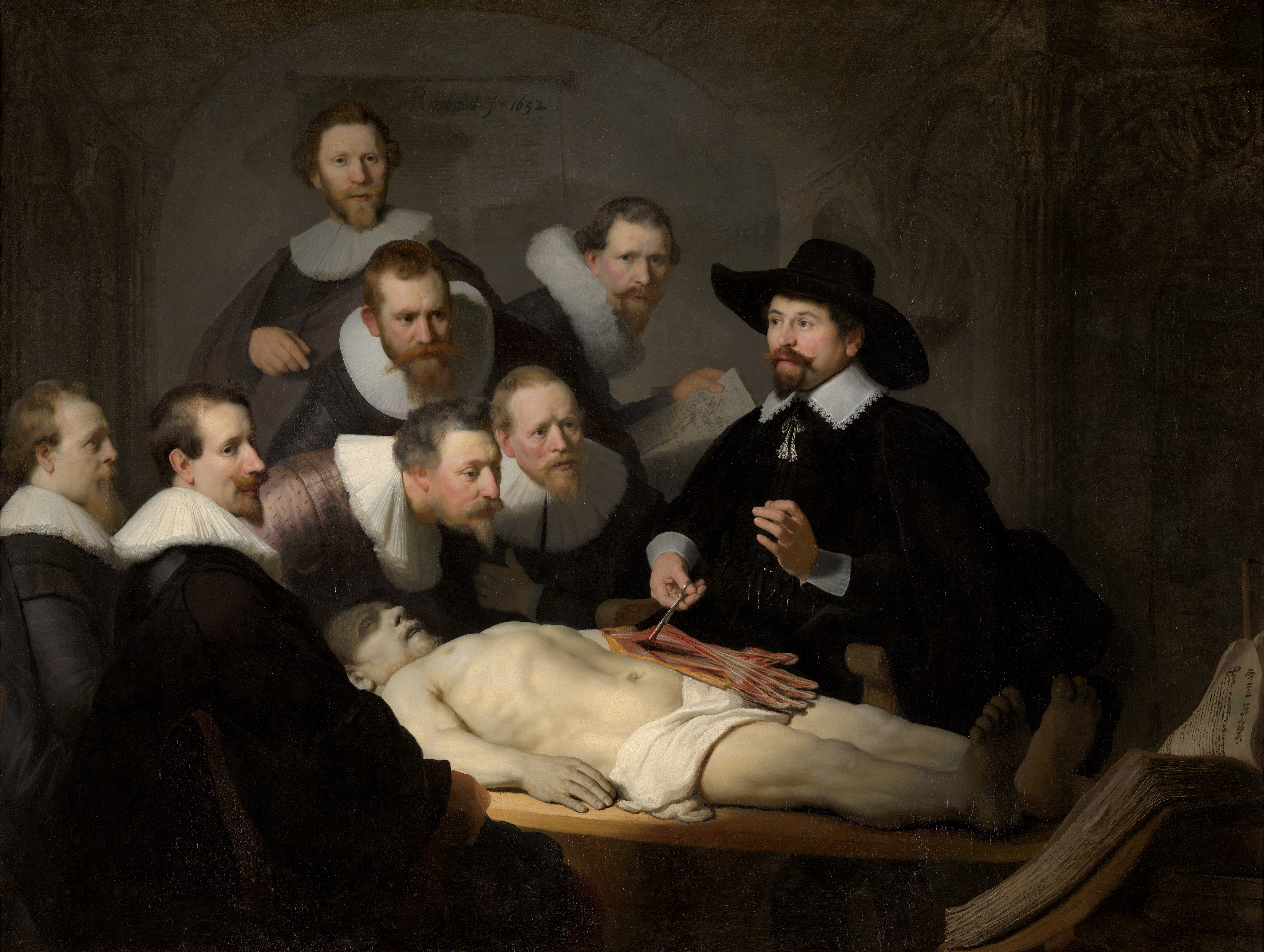
튈프 교수의 해부학 강의(〈Anatomy Lesson of Dr. Nicolaes Tulp〉)
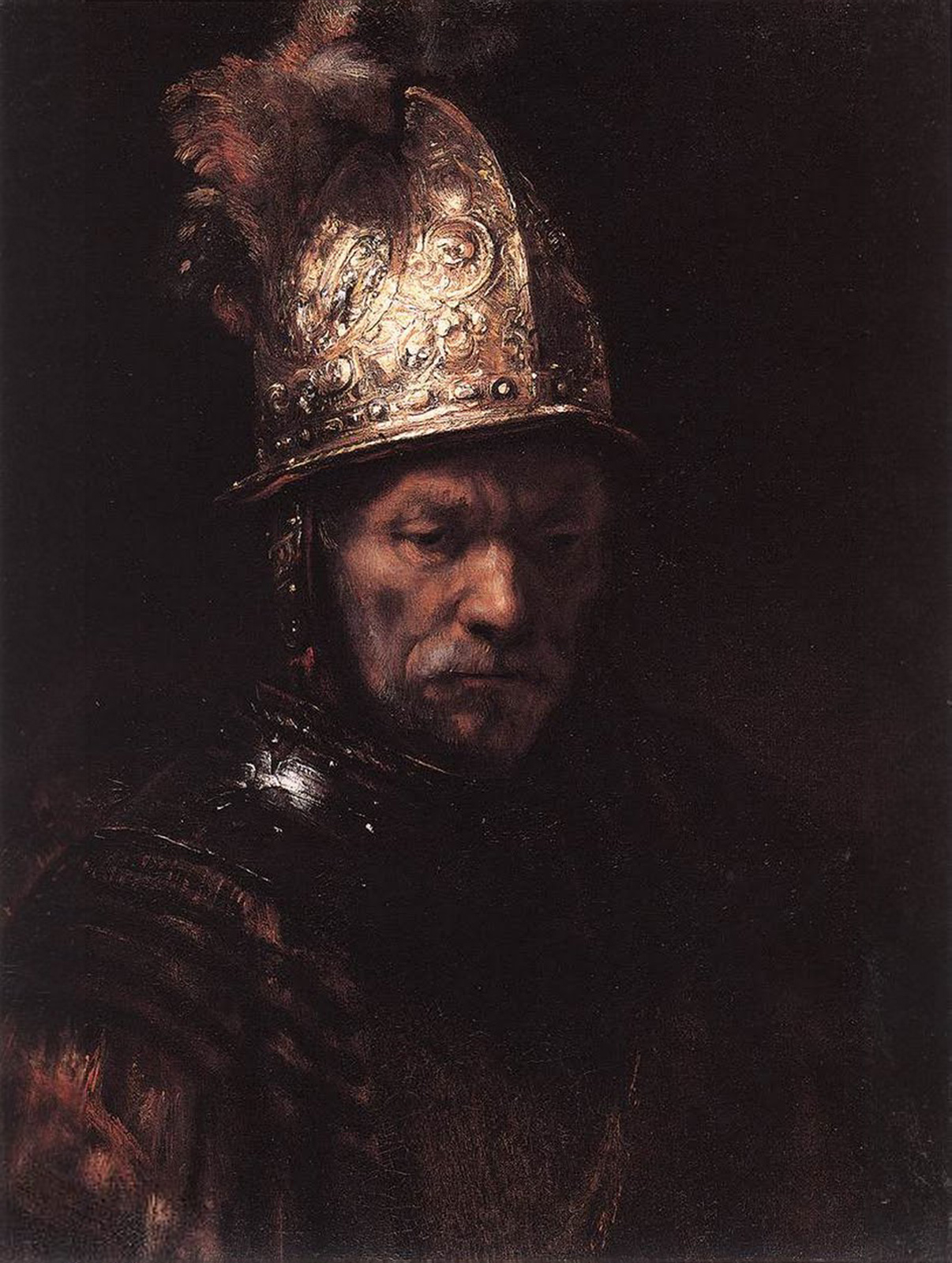
황금 투구를 쓴 남자 (〈The Man with the Golden Helmet〉)

### 자화상

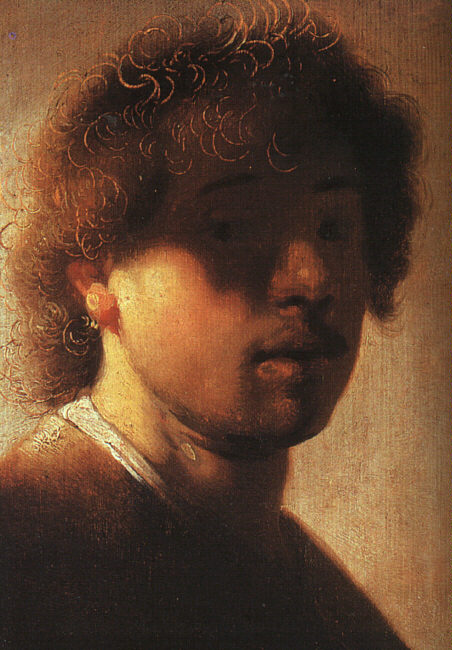
1628년 경 젊은 렘브란트, 22세. 부분적으로 명암의 대조를 연습함en:chiaroscuro. 알테 마이스터 미술관. 드레스덴.
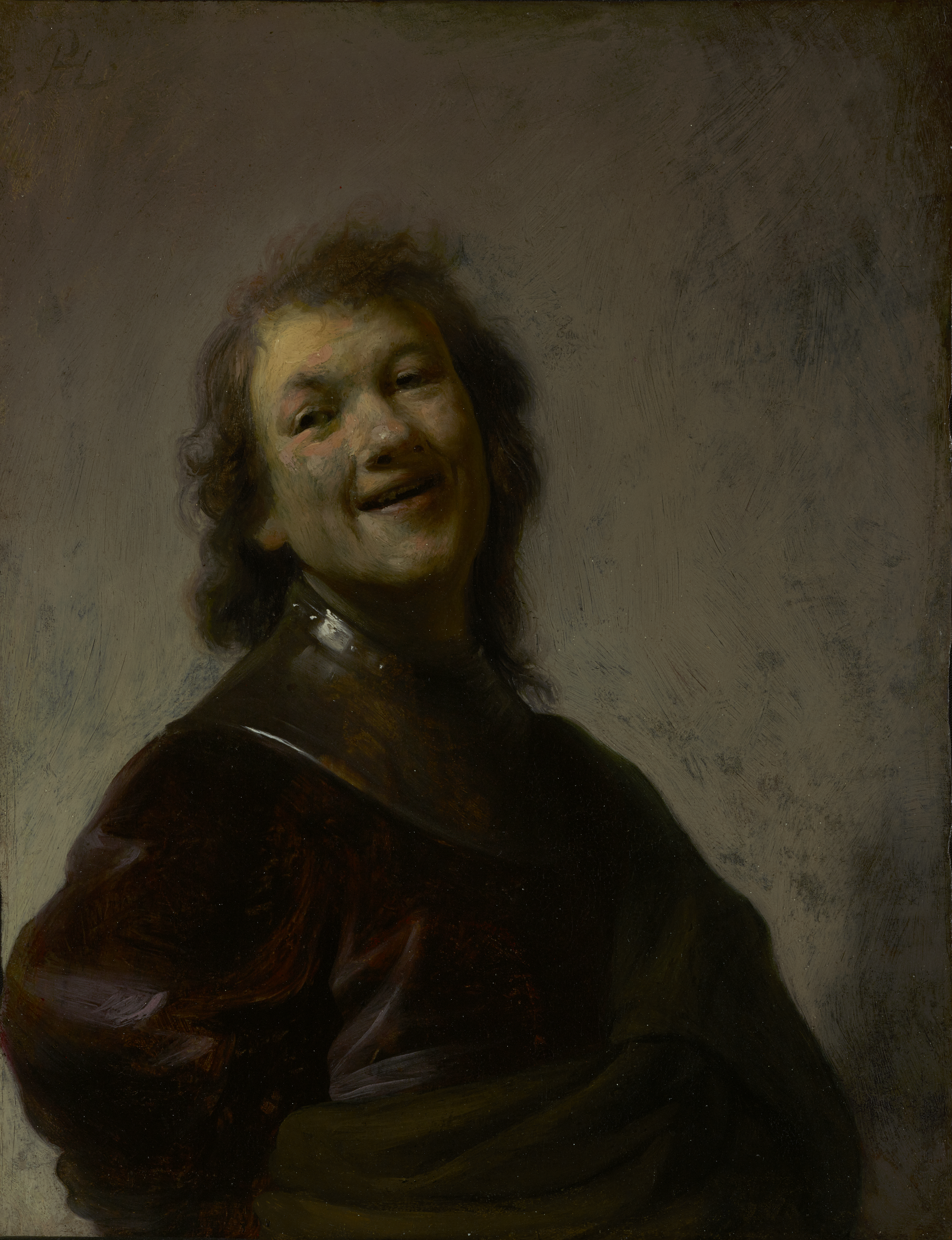
1628년 경 좀 더 활기찬 모습, 최근에 재발견됨.
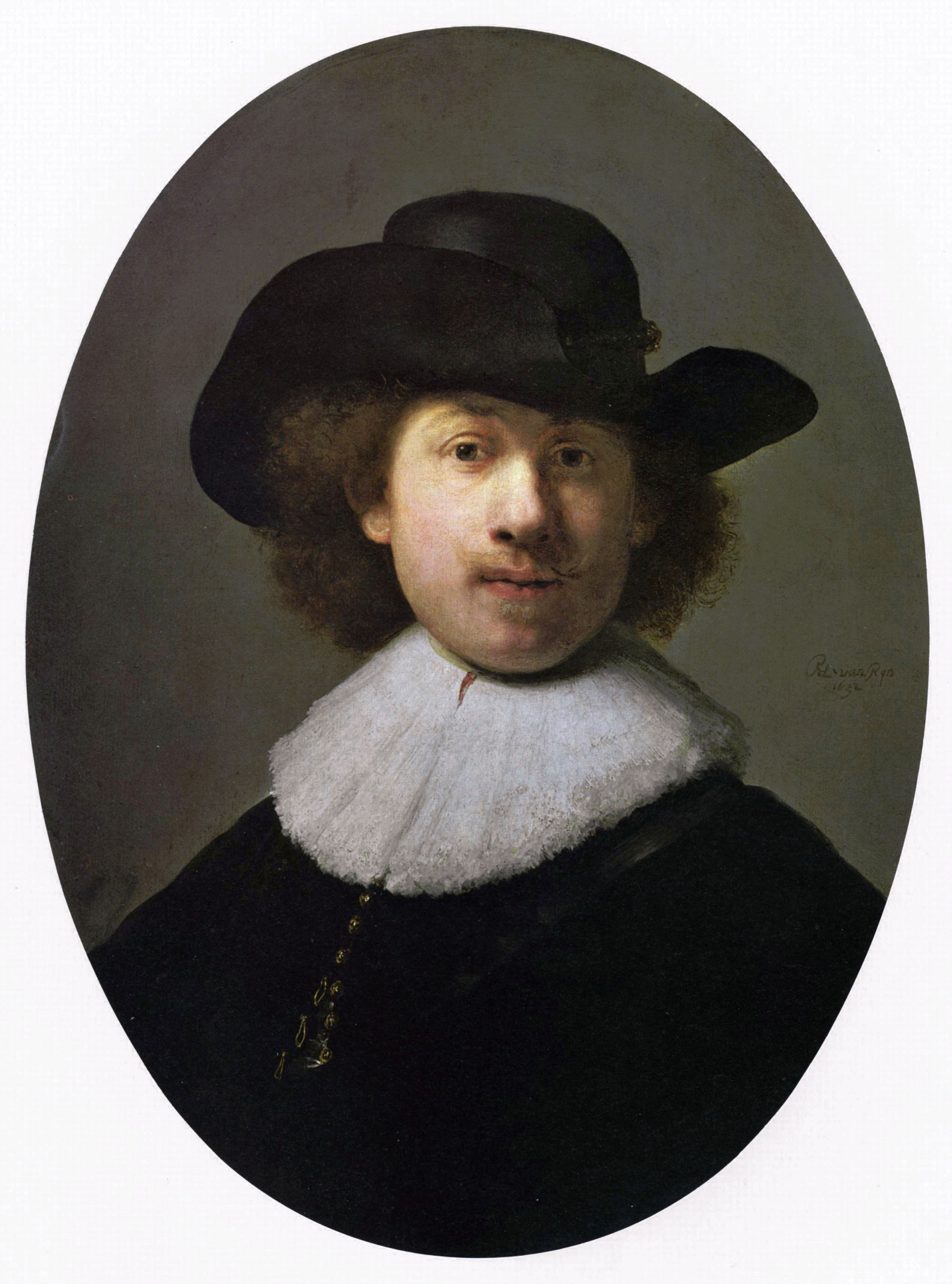
1632년의 렘브란트, 그는 이 때 이런 스타일로 최신 유행을 이끄는 성공한 초상화가이었다.
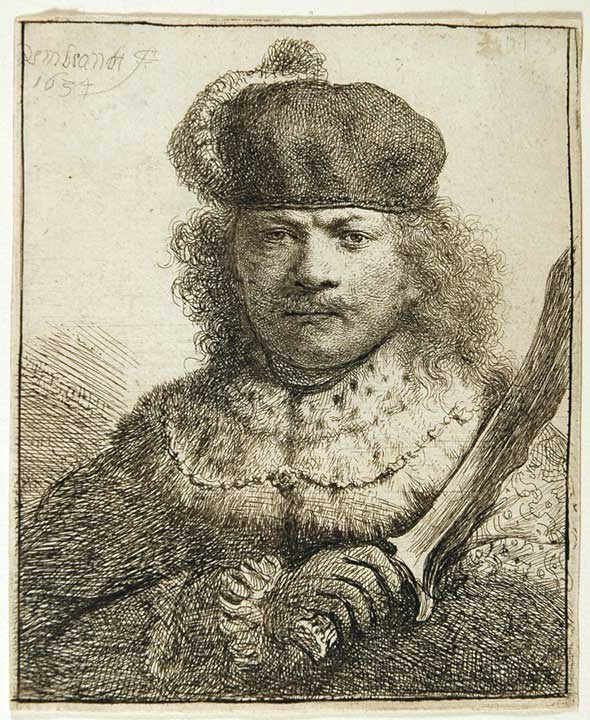
"칼을 지닌 동양권력자로서의 자화상"-역할극, 에칭, 1634.
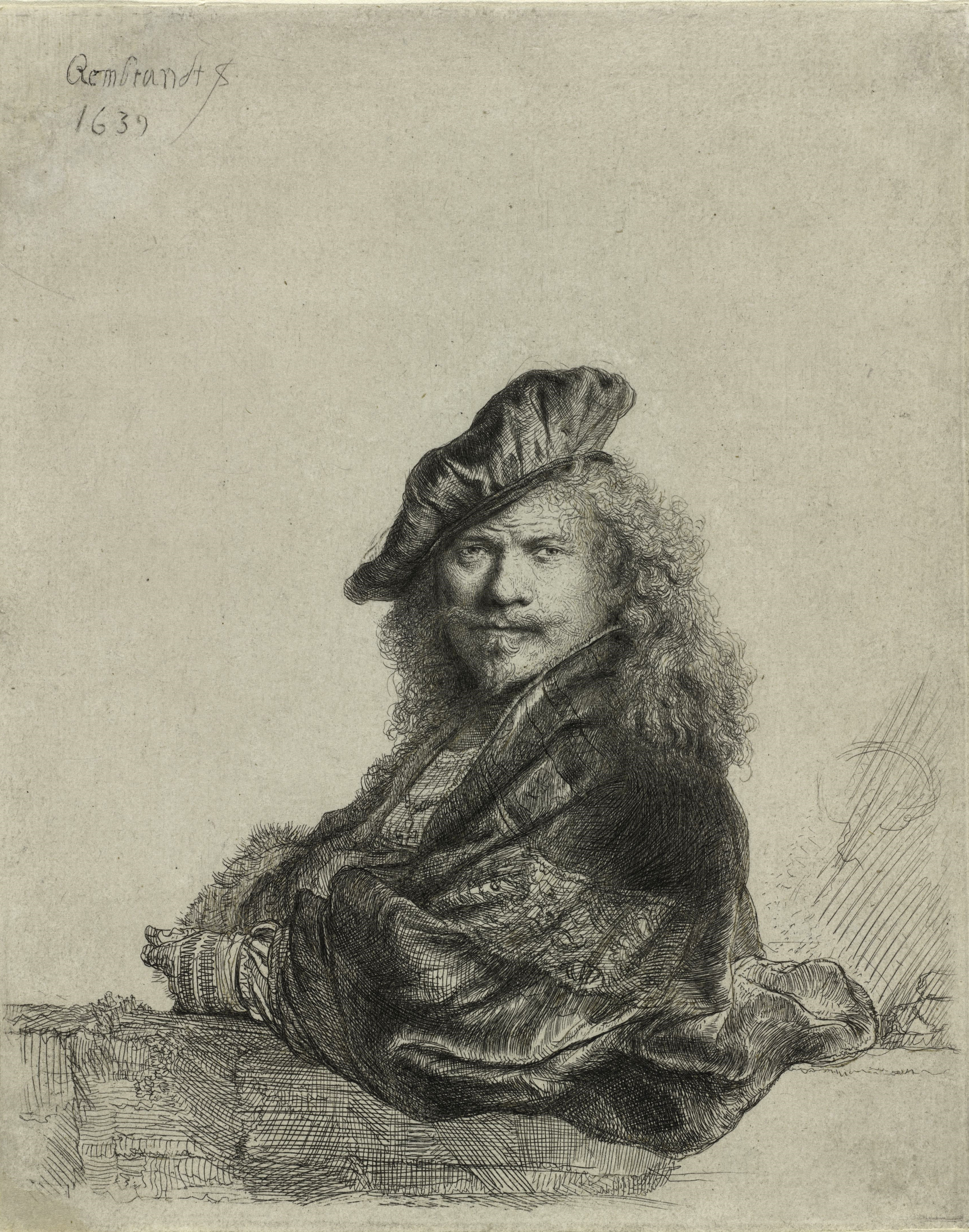
"문지방에 기대어 있는 자화상", 에칭, 1639
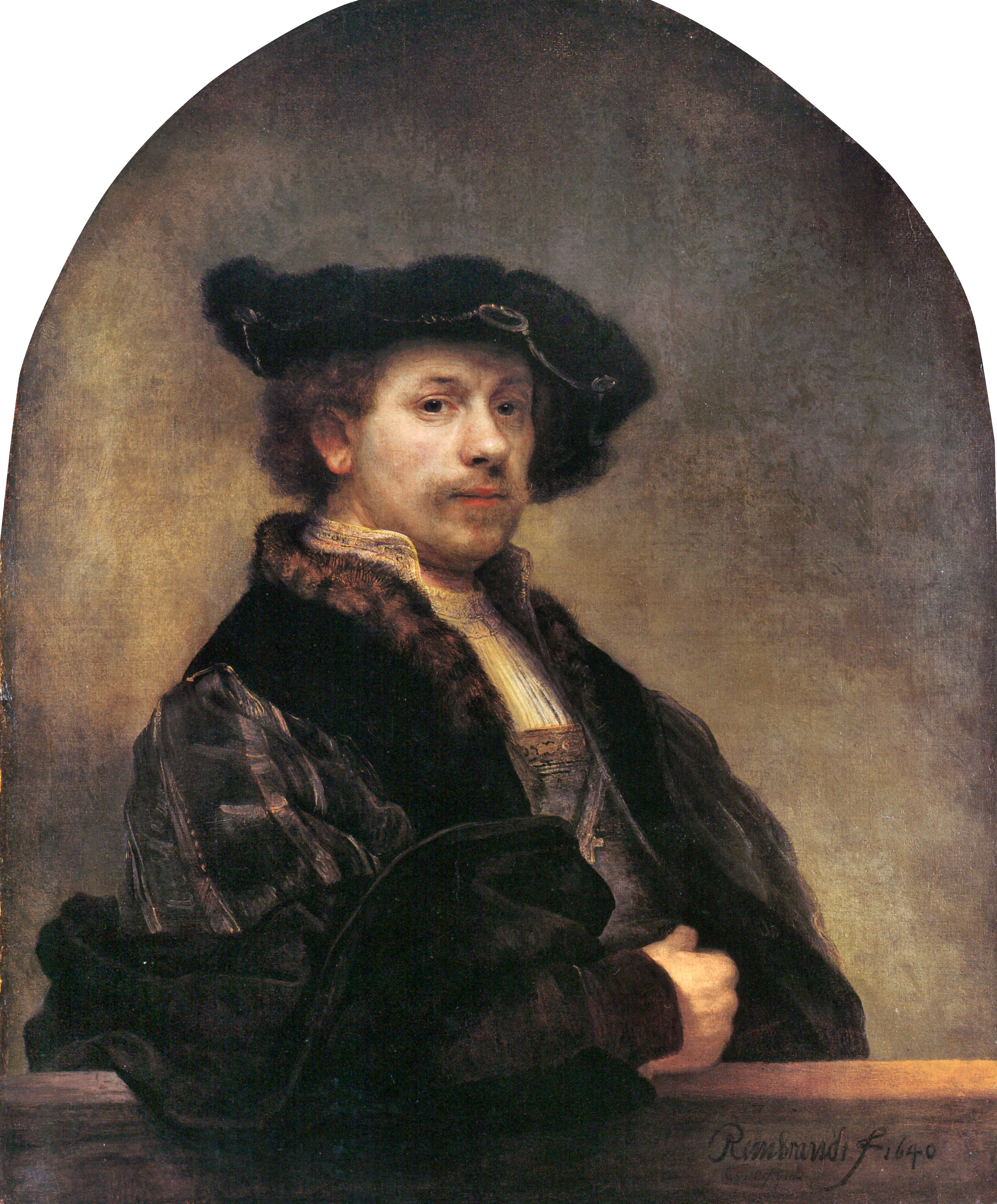
1640, 100년 전 복고풍 의상을 입은 모습. 내셔널 갤러리
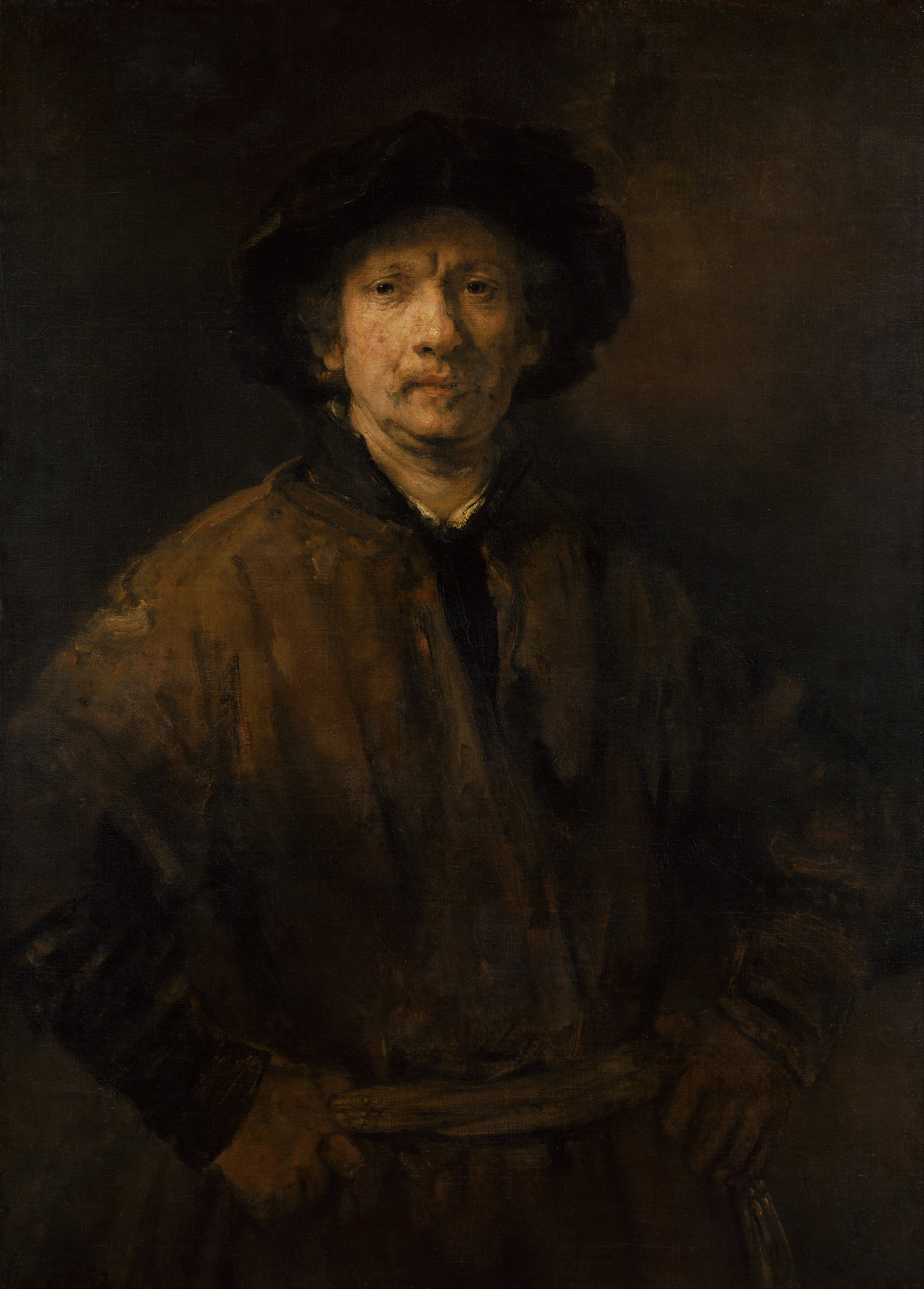
자화상, 캔버스에 유화, 1652년. 비엔나의 쿤치스토리체스 박물관(en:Kunsthistorisches Museum, Vienna
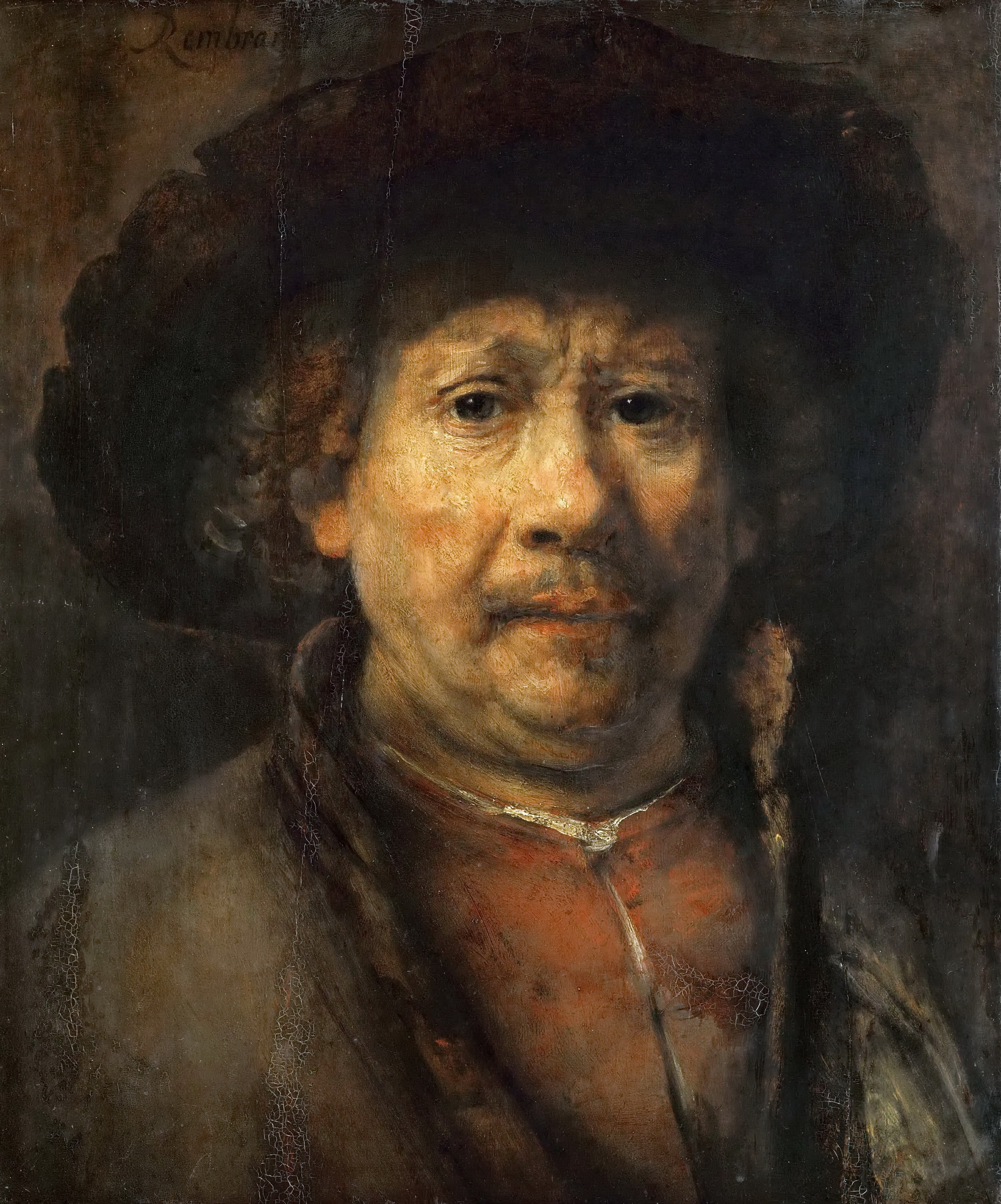
비엔나 1655년 무렵, 호두나무 판에 유화, 크기 줄임.
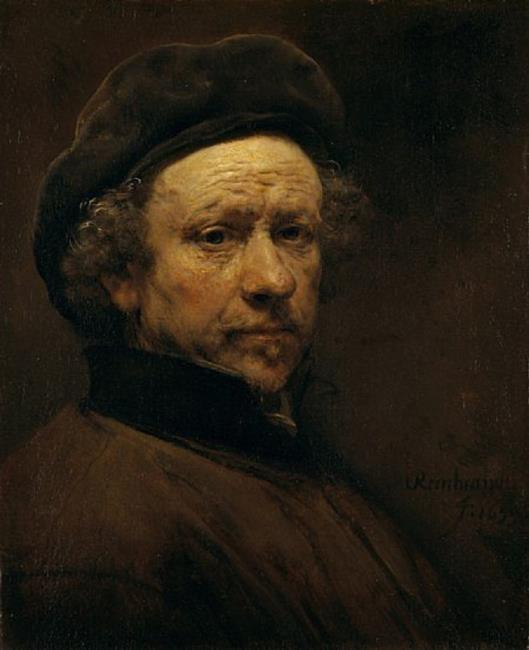
렘브란트 — 자화상, 1659?, 에든버러.
Self Portrait with Beret and Turned-Up Collar, 1659. 	National Gallery of Art, 워싱턴, D.C.
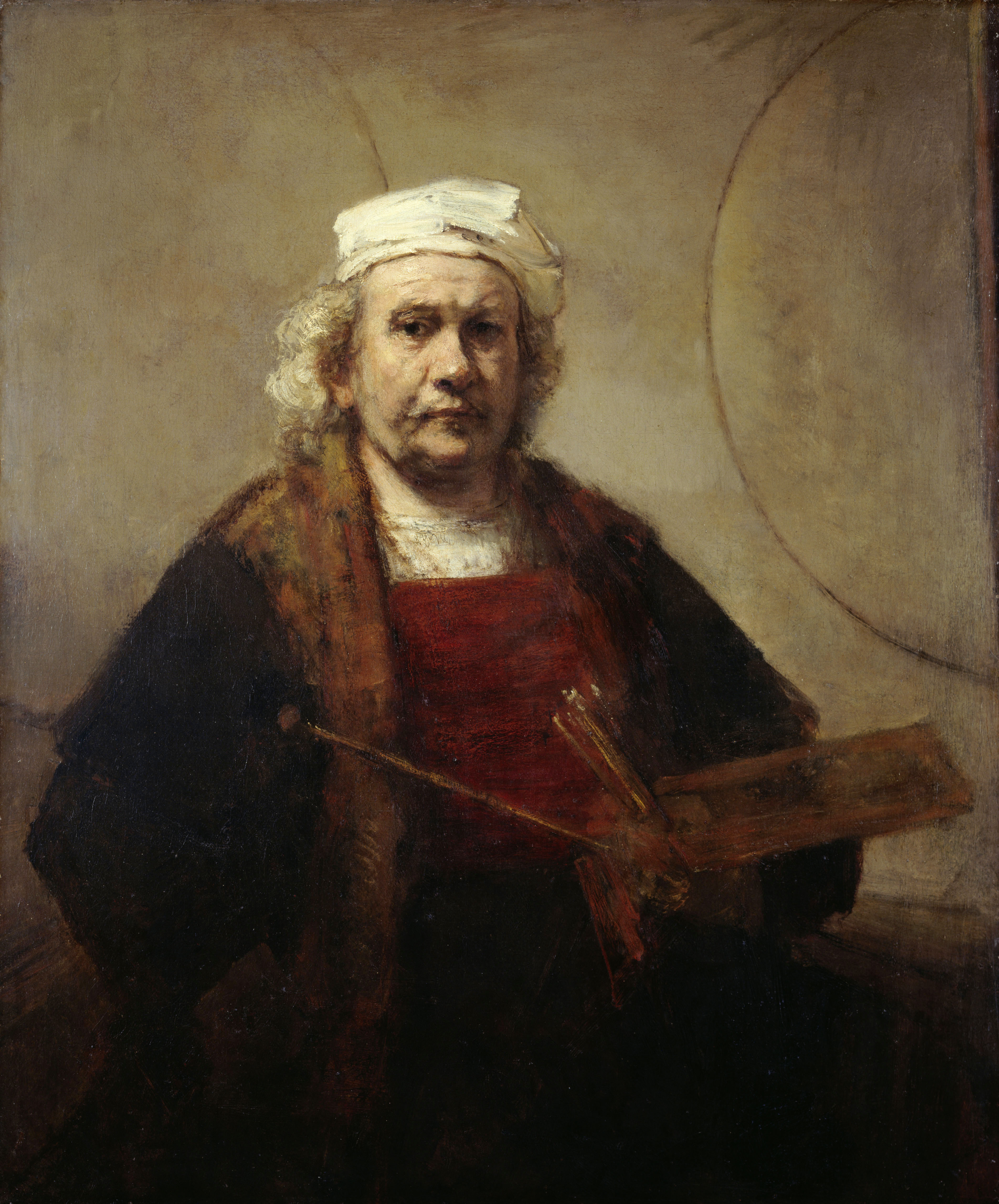
Self Portrait with Two Circles, 1660. Kenwood House, 런던
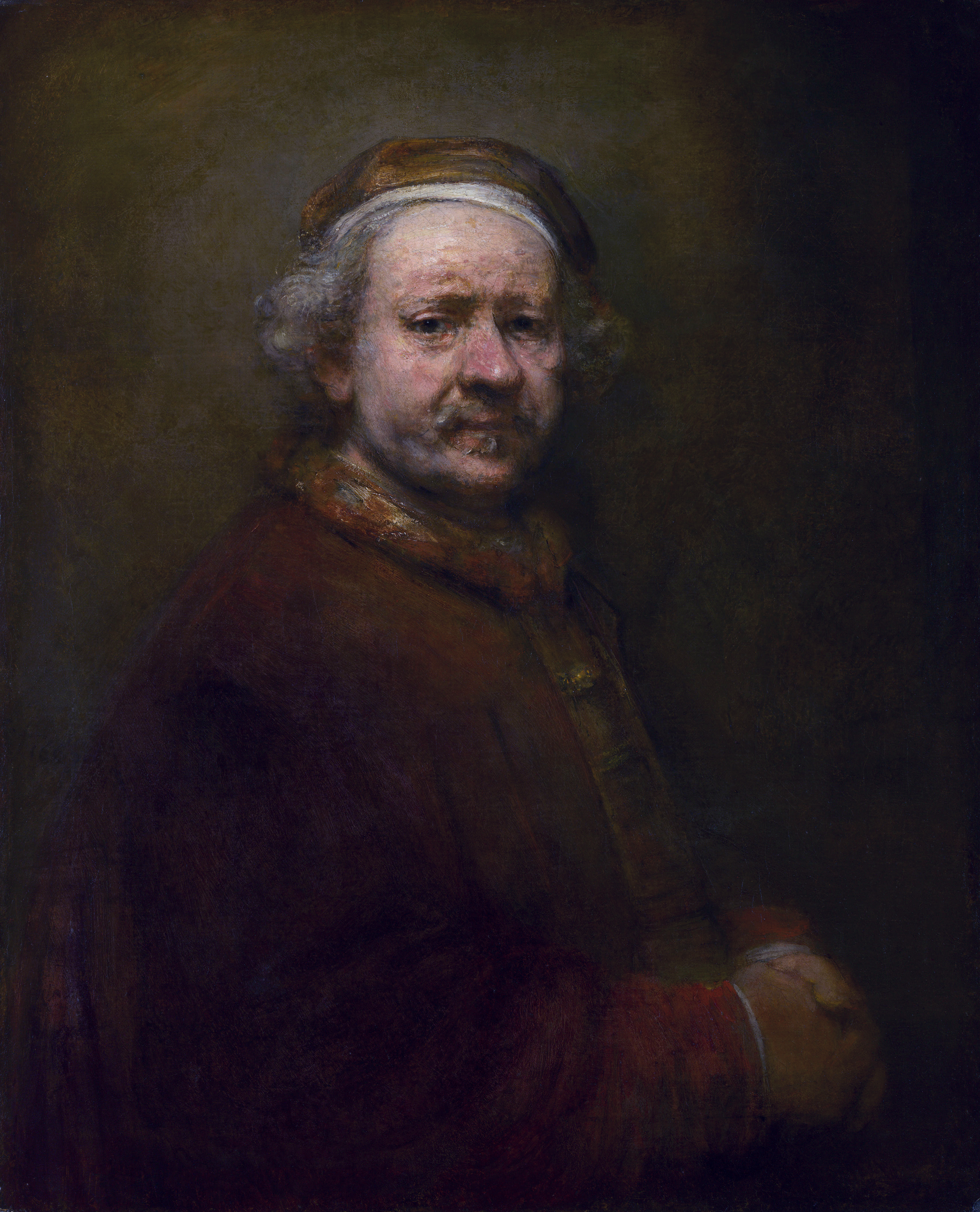
1669년, 그가 죽던 해, 다른 자화상에 비해서 훨씬 나이 들어 보임. 내셔널 갤러리, 런던

## 상품화
- 라이젠 렘브란트(Ryzen Rembrandt)는 2022년 하반기에 AMD가 출시한 가속처리장치(APU)이다.

## 같이 보기
- 렘브란트의 집